# فرانک مارتین (سوارکار)
فرانک مارتین (انگلیسی: Frank Martin؛ ۳۰ دسامبر ۱۸۸۵ – ۲۸ اوت ۱۹۶۲) سوارکار اهل سوئد بود.